# Câineni (gmina)
Câineni – gmina w Rumunii, w okręgu Vâlcea. Obejmuje miejscowości Câinenii Mari, Câinenii Mici, Greblești, Priloage, Râu Vadului i Robești. W 2011 roku liczyła 2500 mieszkańców.